# Гидросульфат аммония
Гидросульфат аммония — неорганическое соединение, кислая соль аммония и серной кислоты с химической формулой NH4HSO4, бесцветные кристаллы, хорошо растворимые в воде.

## Получение
- Растворение аммиака в избытке серной кислоты:

{\displaystyle {\mathsf {NH_{3}+H_{2}SO_{4}\ {\xrightarrow {}}\ NH_{4}HSO_{4}}}}
- Растворение сульфата аммония в концентрированной серной кислоте:

{\displaystyle {\mathsf {(NH_{4})_{2}SO_{4}+H_{2}SO_{4}\ {\xrightarrow {}}\ 2NH_{4}HSO_{4}}}}
- Термическое разложение сульфата аммония:

{\displaystyle {\mathsf {(NH_{4})_{2}SO_{4}\ {\xrightarrow {235-360^{o}C}}\ NH_{4}HSO_{4}+NH_{3}}}}
- Неполное окисление сульфата аммония азотистой кислотой, азотной кислотой и смесью оксида азота (II) и оксида азота (IV) при нагревании:

{\displaystyle {\mathsf {(NH_{4})_{2}SO_{4}+HNO_{2}\ \xrightarrow {+70^{o}C} \ N_{2}\uparrow +NH_{4}HSO_{4}+2H_{2}O}}}
{\displaystyle {\mathsf {2(NH_{4})_{2}SO_{4}+NO+NO_{2}\ \xrightarrow {+70^{o}C} \ 2N_{2}\uparrow +NH_{4}HSO_{4}+3H_{2}O}}}
{\displaystyle {\mathsf {(NH_{4})_{2}SO_{4}+HNO_{3}\ \xrightarrow {+190^{o}C,p} \ N_{2}O\uparrow +NH_{4}HSO_{4}+2H_{2}O}}}

## Физические свойства
Гидросульфат аммония образует бесцветные кристаллы моноклинной сингонии, пространственная группа P 21/a, параметры ячейки a = 2,4701 нм, b = 0,4501 нм, c = 1,4829 нм, β = 90°, Z = 16.
Хорошо растворяется в воде, плохо растворяется в этаноле, не растворяется в ацетоне.
Водные растворы имеют кислую реакцию.

## Химические свойства
- При нагревании выше температуры кипения разлагается:

{\displaystyle {\mathsf {NH_{4}HSO_{4}\ {\xrightarrow {>500^{o}C}}\ NH_{3}+SO_{3}+H_{2}O}}}
- При нагревании в вакууме образуется пиросульфат аммония:

{\displaystyle {\mathsf {2NH_{4}HSO_{4}\ {\xrightarrow {370-420^{o}C}}\ (NH_{4})_{2}S_{2}O_{7}+H_{2}O}}}
- С концентрированным раствором аммиака образует среднюю соль:

{\displaystyle {\mathsf {NH_{4}HSO_{4}+NH_{3}\ {\xrightarrow {}}\ (NH_{4})_{2}SO_{4}}}}